# 山本犀蔵
山本 犀蔵（やまもと さいぞう、1886年（明治19年）5月 - 没年不詳）は、日本の法制官僚、朝鮮総督府官僚。

## 経歴
兵庫県出身。1910年（明治43年）に東京帝国大学法科大学政治科を卒業し、東京府属兼内務属となった。高等文官試験合格後、群馬県事務官、同理事官、同視学官、法制局参事官・内閣恩給局書記官、法制局第一部長を歴任した。1924年（大正13年）、朝鮮総督府事務官に転じ、逓信局長・海員審判所長を務めた。
1933年（昭和8年）に退官した後は、西鮮合同電気株式会社社長、朝鮮送電株式会社取締役、朝鮮放送協会理事などを務めた。